# Orla Østerby
Orla Østerby (nascido em 29 de fevereiro de 1952, em Bækmarksbro) é uma político dinamarquês, membro do Folketing. Ele foi eleito nas eleições legislativas dinamarquesas de 2019 como membro do Partido Popular Conservador. Ele deixou o partido em dezembro de 2020 e é um membro independente do Folketing desde então.

## Carreira política
Østerby foi membro suplente do Folketing de 15 de dezembro de 2016 a 5 de junho de 2019, em substituição de Søren Pape Poulsen. Em 2019, ele foi eleito para o parlamento pelo Partido Popular Conservador com o seu próprio mandato. Ele deixou o partido no dia 4 de dezembro de 2020 e continuou no parlamento como um político independente.